# Celso Ferreira da Cunha
Celso Ferreira da Cunha (* 10. Mai 1917 in Teófilo Otoni; † 14. April 1989 in Rio de Janeiro) war ein brasilianischer Romanist, Lusitanist, Mediävist und Grammatiker.

## Leben und Werk
Cunha wuchs in Rio de Janeiro auf und studierte an der Universidade do Distrito Federal bei Jean Bourciez, Georges Millardet, Antenor Nascentes und Sousa da Silveira (Abschluss 1940). 1947 wurde er an der Faculdade Nacional de Filosofia der Universidade do Brasil promoviert. Er lehrte am Colégio Pedro II sowie an der Faculdade de Filosofia. Er war bis zu seiner Emeritierung 1987 Professor (zeitweise auch Dekan) an der Universidade Federal do Rio de Janeiro, lehrte aber auch gastweise an der Sorbonne, sowie in Köln und Lissabon. Daneben leitete er vier Jahre lang die Brasilianische Nationalbibliothek.
Cunha war Ehrendoktor der Universität Granada (1959) und Mitglied der Academia Brasileira de Letras (1987, Cadeira 35), sowie der Academia Brasileira de Filologia und der Academia das Ciências de Lisboa.
Cunha gehörte zu einer prominenten Politiker- und Professorenfamilie. Er war Onkel von Aécio Neves.

## Werke

### Mediävistik
- (Hrsg.) O cancioneiro de Paay Gómez Charinho, trovador do século XIII, Rio de Janeiro 1947
- (Hrsg.) O cancioneiro de Joan Zorro. Aspectos lingüísticos.Texto crítico, Rio de Janeiro 1949
- (Hrsg.) O cancioneiro de Martin Codax, Rio de Janeiro 1956
  - (Hrsg.) Cancioneiros dos trovadores do mar, hrsg. von Elsa Conçalves, Lissabon 1999 (enthält die 1947–1949 erschienenen Cancioneiros)
- A margem da poética trovadoresca o, Regime dos encontros vocálicos interverbais, Rio de Janeiro 1950
- Estudos de poética trovadoresca. Versificação e ecdótica, Rio de Janeiro 1961
- Estudos de versificação portuguesa. Século XIII a XVI, Paris 1982
- Significância e movência na poesia trovadoresca. Questões de crítica textual, Rio de Janeiro 1985

### Grammatik des Portugiesischen
- Manual de português, 2 Bde., Rio de Janeiro 1962–1965, 1969 (Schulbuch)
- Gramática moderna, Belo Horizonte 1970
- Gramática do português contemporâneo, Belo Horizonte 1970 (zahlreiche Auflagen)
- (mit Wilton Cardoso) Português através de textos, Rio de Janeiro 1970
- Gramática da língua portuguesa, Rio de Janeiro 1972, 1975
- (mit Wilton Cardoso) Estilística e gramática histórica, Rio de Janeiro 1978
- Gramática de base, Rio de Janeiro 1979
- (mit Luís Filipe Lindley Cintra) Nova gramática do português contemporâneo, Lissabon 1984
- (mit Luís Filipe Lindley Cintra) Breve gramática do português contemporâneo, Lissabon 1985
- Minigramática do português contemporâneo, hrsg. von Cilene da Cunha Pereira, Rio de Janeiro 1996

### Sprachpolitik
- Uma política do idioma, Rio de Janeiro 1964, 1976
- Língua portuguesa e realidade brasileira, Rio de Janeiro 1968
- Língua e verso, Rio de Janeiro 1968
- Língua, nação e alienação, Rio de Janeiro 1981 (u. a. zum portugiesischen Kreol)
- A questão da norma culta brasileira, Rio de Janeiro 1985
- Que é um brasileirismo, Rio de Janeiro 1987
- Sob a pele das palavras. Dispersos, hrsg. von Cilene da Cunha Pereira, Rio de Janeiro 2004 (Texte von 1941 bis 1988, Hrsg. ist die Tochter)